# ジェニー・シミズ
ジェニー・リン・シミズ（Jenny Lynn Shimizu 、1967年6月16日 - ）は日系アメリカ人のファッションモデル、女優である。
カリフォルニア州サンノゼ出身。カルバン・クラインのCMキャンペーン「アメリカン・ビューティ」に抜擢され、「日系人で、ゲイでタトゥーあり」という、それまでにない新しいモデルとして注目された。

## 生い立ち
サンノゼ生まれ、サンタマリア (カリフォルニア州)育ち。薬局を経営していた両親はどちらも日系アメリカ人二世だが、日本文化とは縁がなく、一般的な労働者階級のアメリカ人として育った。バスケットボールが得意で、カリフォルニア州立大学ノースリッジ校にスポーツ入学するが、一年で退学し、地元のコリアタウンにあった自分のガレージでバイクと車の修理工を始めた。
ロサンゼルス東部に位置するシルバーレイク・エリアにあるクラブ「ル・バー」の外でスカウトされる。シミズはそこに勤めるスィート・ピーという女性と交際しており、よくクラブに出入りしていた。その女性は2008年現在、結婚しており、ファッションテレビ番組などに出演している。クラブの外でシンガーソングライターのアリス・テンプルと、モデルのトニー・ウォードと3人一緒にシミズのバイクに乗って遊んでいるときにキャスティングエージェントに声をかけられた。その2日後にミュージックビデオへの出演を持ちかけられた。キャスティングエージェントは通常のモデルとは違うタイプのルックスの人を探しに、特殊な人が出入りすることが多かったそのクラブの周辺にいた。そのときはエージェントはミュージックビデオの出演者を探しており、シミズもミュージックビデオ用に起用されていたため、業界に入った当初はモデルになるとは思っていなかった。最初に出演したミュージックビデオはアンヴォーグのPVだった。

## アメリカン・ビューティ
ある日、留守電にキャスティングディレクターからの「いますぐハリウッド・ボウル（ハリウッドにある野外音楽堂）に行って。LAで大きなスカウティングを行っていてカルバン・クラインがいるから、絶対に会わないと」というメッセージが入っており、ロサンゼルスに向かう。着いた頃にはキャスティングは終了していたが、カルバン・クライン本人に会い、写真を撮られる。翌日、ニューヨークで働こうと誘われ、軽い気持ちで1週間分の荷物を持ってニューヨークへ発った。その後、モデルの仕事でニューヨークで3年半過ごすことになった。
1994年に、「アメリカン・ビューティ」と題するカルバン・クラインのフレグランス用キャンペーンのモデルに選ばれ、シミズの特大モノクロ写真がタイムズ・スクエアのビルボードを飾ると大いに話題となった。女性的でエレガントな白人モデルが一般的だった中、東洋人で男性的でクールなその容貌で一躍スターモデルの仲間入りをした。1990年代を通して、雑誌やコレクションショーのモデルとして、パリ、ニューヨークなどで活躍した。
ジャン＝ポール・ゴルチエ、ジャンニ・ヴェルサーチなどのショーやカルバン・クライン、資生堂の広告にも出演した。4年ほどでニューヨークでのモデルの仕事から離れてロサンゼルスに戻り、自動車工やバイクに専念しながら女優活動を開始した。

## レズビアンのアイコンとして
2005年に彼女はSkyドキュメンタリー『Power Lesbian UK』（Logoで放送されたロサンゼルスで成功したパワー・レズビアンの概略を描いたもの）の中でレベッカ・ルースと結婚した。そして、タイラ・バンクスのリアリティショー『America's Next Top Model』にも出演した。彼女は同性愛専門誌『The Pink Paper』の2005年の「最もセクシーな女性」に投票で選ばれた。
2007年のジェイミー・バビットの映画『ちっちゃなパイパイ大作戦!』に脇役で出演。シミズはドラマの『Dante's Cove』に出演している。また『Make Me A Supermodel』では審査員として出演している。

### スタイル
1990年代はケイト・モスに代表される、それまでの流行だったグラマラスでオーソドックスな美の定義を大きく覆す異端的なモデルが活躍した時代であり、シミズもその1人だった。白人のフェミニンなモデルが大半を占めるモード界で、アジアンでボーイッシュな出で立ちにレズビアンであるとカミングアウトしていた彼女は大きなセンセーショナルを巻き起こした。シミズの回想によると、当時カミングアウトをしていたモデルは自身とスキンヘッドが特徴的だったイヴ・サルヴァイルくらいだった。当時、モード界ではシミズのレズビアン要素を全体的に押し出す数々のファッションシューティングが試みられた。その中でもエレン・アン・ワース撮影による作品は話題を呼んだ。

## 私生活

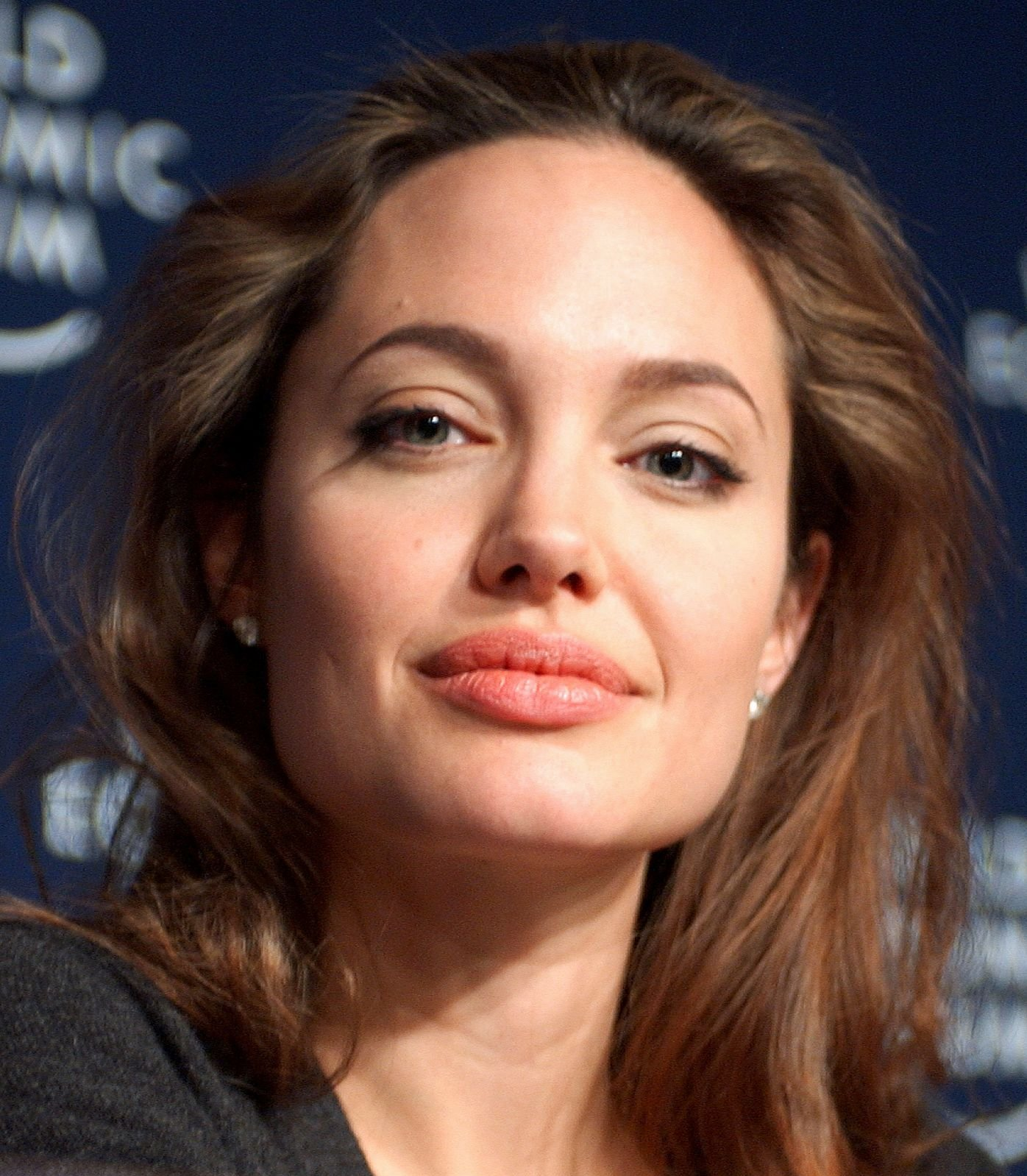
アンジェリーナ・ジョリー

2007年1月に歌手のマドンナと深い関係にあったことを明かした。マドンナと性的な密通をするためにマドンナが滞在しているところを目的として世界中を飛び回っていたと主張した。彼女は「私はいつでも利用できる彼女の秘密の“ブーティー・コール”（=セックスだけが目的で異性にかける誘いの電話）であった。･･･彼女は、ベッドで素晴らしい。」と発言している。彼女は同じ時期にアンジェリーナ・ジョリーとも性的関係があったと主張している。ジョリーも『Foxfire』の共演者に「彼女と最初に会ったその瞬間に私は彼女と恋に落ちた」と明かし、「私が（当時の）夫（ジョニー・リー・ミラー）と結婚していなかったら、私は恐らくジェニーと結婚しただろう」と発言している。
2005年にシミズはデヴィッド・ベッカムと浮き名を流したスペイン生まれのバイセクシャルのモデルのレベッカ・ルースと結婚したが離婚。2014年に一般人の女性と再婚。